# Saint-Aubin (Lot-et-Garonne)
Saint-Aubin é uma comuna francesa na região administrativa da Nova Aquitânia, no departamento de Lot-et-Garonne. Estende-se por uma área de 18,51 km². Em 2010 a comuna tinha 411 habitantes (densidade: 22,2 hab./km²).